# Gauderich von Velletri
Gauderich (lat. Gaudericus) von Velletri (* erste Hälfte 9. Jh.; † um 897) war römischer Geistlicher und Bischof von Velletri. 

## Leben
Gauderich von Velletri gehörte zusammen mit Johannes Hymmonides und Anastasius Bibliothecarus in der zweiten Hälfte des 9. Jahrhunderts zur intellektuellen Elite Roms.
Zusammen mit Hymmonides und Stephan von Nepi wurde er im Jahr 867 aus Rom verbannt, jedoch kurze Zeit später nach Vermittlung Papst Hadrians II. durch Kaiser Ludwig II. wieder begnadigt.
Vermutlich gehörte er mit Anastasius zur päpstlichen Gesandtschaft am vierten Konzil von Konstantinopel (869–870).
Papst Johannes VIII. schickte Gauderich im Jahre 875 zusammen mit Formosus von Porto und Johannes von Arezzo zu Karl dem Kahlen, um ihn zur Kaiserkrönung nach Rom einzuladen.
Gauderich veranlasste Johannes Hymmonides, eine Lebensbeschreibung des heiligen Clemens von Rom zu schreiben. Hymmonides starb jedoch, ohne diese Arbeit beenden zu können, was dann Gauderich selbst unternahm, wie er in einem Brief an Papst Johannes VIII. schreibt. Die Vita hat Gauderich dem Papst gewidmet.